# Clay Regazzoni
Gianclaudio Giuseppe „Clay” Regazzoni (ur. 5 września 1939 w Porza k. Lugano, zm. 15 grudnia 2006 w pobliżu Parmy) – szwajcarski kierowca wyścigowy, wicemistrz świata Formuły 1 z 1974 roku i mistrz Formuły 2 z 1970 roku.

## Kariera
Szwajcar po zdobyciu tytułu mistrzowskiego Formuły 2 – zadebiutował w Formule 1 w barwach Ferrari w 1970 roku. W piątym wyścigu w swojej karierze wygrał wyścig, podczas Grand Prix Włoch na torze Autodromo Nazionale di Monza. W 1974 wywalczył tytuł wicemistrza świata, ulegając Emersonowi Fittipaldiemu o trzy punkty.
W kolejnych dwóch sezonach zajął gorsze miejsce w klasyfikacji generalnej od Niki Laudy i odszedł z Ferrari, jednak występy w zespołach Ensign i Shadow były nieudane. W 1979 roku otrzymał szansę od Franka Williamsa i podczas Grand Prix Wielkiej Brytanii na torze Silverstone odniósł pierwsze historyczne zwycięstwo dla tego zespołu.
Ustępując miejsca Carlosowi Reutemannowi powrócił do Ensigna w 1980 roku, lecz w trakcie Grand Prix USA West w Long Beach doznał urazu rdzenia kręgowego po wypadku, w którym zderzył się z opuszczonym samochodem Ricardo Zunino. W efekcie został sparaliżowany od pasa w dół i do końca życia poruszał się na wózku inwalidzkim.
W czasie kariery w Formule 1 wystąpił w 139 wyścigach, odniósł 5 zwycięstw, również 5 razy startował z pole position.
W dalszej części swojego życia, używając ręcznego systemu prowadzenia samochodów, startował w zawodach prototypów sportowych oraz Rajdzie Paryż-Dakar. Komentował także wyścigi dla włoskiej telewizji. Zginął tragicznie w wypadku na autostradzie niedaleko Parmy, gdzie prowadzony przez niego samochód zderzył się czołowo z ciężarówką.